# Dama i Skitnica
Dama i Skitnica (engleski: Lady and the Tramp) je američki animirani film iz 1955. godine, producenta Walta Disneyja. To je 15. animirani film iz produkcije Disneyjevog studija. Nastavak pod nazivom Dama i Skitnica 2: Švrćina pustolovina objavljen je 2001. godine.

## Glasovi
| Lik       | Originalni glas | Hrvatski glas         |
| --------- | --------------- | --------------------- |
| Dama      | Barbara Luddy   | Nataša Dorčić         |
| Skitnica  | Larry Roberts   | Hrvoje Klobučar       |
| Zlata     | Peggy Lee       | Ivana Bakarić         |
| Drago     | Lee Millar      | Nikša Marinović       |
| Bero      | Bill Thompson   | Zorko Rajčić          |
| Vjeran    | Bill Baucom     | Vanja Drach           |
| Joe       | Bill Thompson   | Željko Duvnjak        |
| Toni      | George Givot    | Aleksandar Cvjetković |
| Teta Sara | Verna Felton    | Lena Politeo          |
| Si i Am   | Peggy Lee       | Jasna Bilušić         |
| Pega      | Peggy Lee       | Vanda Vujanić-Šušnjar |
| Boris     | Alan Reed       | Željko Mavrović       |
| Dakl      | Bill Thompson   | Dražen Bratulić       |
| Bull      | Bill Thompson   | Zvonimir Zoričić      |
| Pedro     | Dallas McKennon | Radovan Ruždjak       |
| Toughy    | Dallas McKennon | Ivica Zadro           |
| Dabar     | Stan Freberg    | Željko Šestić         |

## Pjesme
| Originalni naslov Bella Notte Peace on Earth Jock's Song What Is a Baby? La La Lu The Siamese Cat Song He's a Tramp | Hrvatski naslov i izvođač Divna je noć - Vladimir Pavelić, Mustafa Softić, Dragan Brnas, Jadranka Krištof, Ivana Čabraja, Daria Hodnik Marinković, Aleksandar Cvjetković, i Ivo Raič Mir na zemlji - Vladimir Pavelić Loch Lomond - Zorko Rajčić Što je to beba? - Silvija Pleše, Ivan Šturlić, i Ranko Tihomirović La la lu - Ivana Bakarić Sijamske mačke - Jasna Bilušić Tip koji lunja - Vanda Vujanić-Šušnjar |

## Vanjske poveznice
- Dama i Skitnica u internetskoj bazi filmova IMDb-a (engl.)